# Castrogonzalo
Castrogonzalo – Położone na wysokości 724 m n.p.m. miasto i gmina w Hiszpanii, w prowincji Zamora, w Kastylii i León, o powierzchni 25,03 km². W 2011 gmina liczyła 495 mieszkańców.
|  |